# Keno (cantante)
Joaquín Francisco Sánchez (nacido el 16 de junio de 1962), conocido también como Keno. Es un cantante, actor y escritor filipino. Se hizo popular a finales de la década de los años 80 hasta los 90.  Como cantante, hizo popularizar sus canciones, entre sus éxitos más destacados como "Un amigo", "Dejando atrás el Ayer", "En alas de un sueño", "Quiero que llores A: ¿Por qué Te Amo" y "Wish". Como actor, formó parte de los elencos de películas de acción, orientados a los adolescentes, como "Ninja Kids" o "Niños Ninja" en 1986. Como escrito, publicó su libro titulado "The Last Castrato" o "El último castrato" en 2005 bajo ediciones de IM Wolf Publishing. Al igual de su tema musical titulada,  "Ayer quedaron atrás", que formó parte de una película clásica.

## Carrera
Se graduó en la escuela Notre Dame de la Gran Manila, en 1978. Estudió en la Universidad de Diliman. Cursó sus estudios en el " New York Institute of Technology", graduándose con una Licenciatura en Ciencias de Comportamiento. Comenzó su carrera musical interpretando óperas, aunque su estilo musical tuvo que cambiar por otros géneros musicales. Entró en la industria de la música filipina a finales de 1980. En ese momento, estuvo bajo la línea de otros intérpretes famosos como Martín Nievera y Gary Valenciano, con quienes también  ha compartido los escenarios. En 1986, promocionó una canción clásica filipina titulada "Leaving Yesterday Behind" o "Dejando atrás el ayer", que ganó un disco de oro. Cuando esta canción se convirtió en un éxito a nivel nacional, Viva Film, una productora cinematográfica la incluyó como banda sonora para la película ""Ninja Kids" o "Niños Ninjas". Si bien esta canción, era un tema musical dedicada al amor, aunque erróneamente se la asoció con un nuevo tema musical titulado "You've Got The Power" o "Usted tiene el poder". Esta canción interpretada por Randy Santiago, Gino Padilla y por el mismo Joaquín o Keno, fue considerada una amenaza. Sin embargo la madre de Joaquín, Dyna, no permitió que se grabara e interpretara esta canción por las controversias que había atravesado, hasta que fue interpretada por Juan Miguel Salvador. Ha grabado cuatro álbumes durante su trayectoria musical. Su tema musical "Un amigo", fue la canción más solicitada en las radioemisoras de Filipinas en 1990. Realizó una gira de conciertos como intérprete en solitario, en Filipinas y otros países asiáticos.

## Filmografía

### Películas
- Ninja Kids o Niños Ninja

## Discografía
- Keno: Leaving Yesterday Behind, Dyna Records (LP, 1986).
- Beyond Limits, Dyna Records (LP, 1988)
- A New Beginning, PolyEast Records formerly OctoArts International (LP, 1990).
- Keno: Whenever You Need Me, PolyEast Records former OctoArts International (LP, 1992).